# Ruti
Ruti ist als altägyptischer Gott bereits im Alten Reich belegt. Sein Kultort war unter anderem Kom Ombo; daneben verehrten ihn die Altägypter im 10. sowie 22. oberägyptischen Gau. Mythologisch stand Ruti im Alten Reich mit Atum in Verbindung: Ruti hat zusammen mit Atum die beiden Götter Schu und Tefnut erschaffen. In der griechisch-römischen Zeit wird Ruti auch mit Schu und Tefnut gleichgesetzt.

## Ikonografie
| N27 |

| N27 |

## Bedeutung

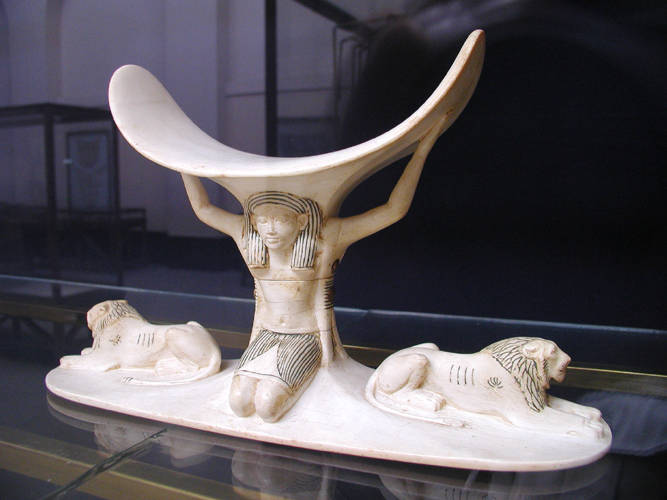
Kopfstütze des Tutanchamun (Ägyptisches Museum Kairo)

Eine Kopfstütze aus Elfenbein aus dem Grab des Tutanchamun zeigt den Luftgott Schu, der den Kopf des Königs (Pharao) stützt. Schu wird von zwei kleinen Löwen des östlichen und westlichen Horizonts flankiert. In der Symbolik ruhte somit der Kopf des Königs zwischen den Wächtern des Gestern und des Morgen.
Die Löwen als Bewohner am Rande der Wüste, die östlich und westlich des Niltals lebten, wurden so in Zusammenhang mit dem östlichen und westlichen Horizont gebracht. Der 17. Spruch im ägyptischen Totenbuch nennt Ruti daher einen Doppellöwen, „auf dessen Rücken die Sonne jeden Tag aufging“. Zugleich war er die sechste beisitzende Richtergottheit im Totengericht des Totenbuches.
Für den Verstorbenen ist das Löwenpaar von großer Bedeutung. Im Mittleren Reich erhielt der Verstorbene von Ruti als Vertreter des Geb seine unter der Erde befindliche Ba-Seele zugewiesen. Danach verließ der Verstorbene als Erscheinungsform des Ruti die Abendbarke und durchwanderte die Duat, um zu seiner Morgenbarke zu gelangen. Im Neuen Reich erfuhr dieses Ritual eine leicht abgeänderte Ausdeutung. Nun war es Atum, der den Verstorbenen vor Ruti verklärte, der im Anschluss das Tor des Geb öffnete. Dem Zwillingspaar oblag auch, für die Ernährung eines Verstorbenen zu sorgen und Totenopfer zu verwalten. In griechisch-römischer Zeit wird der opfernde König selbst gelegentlich als Ruti bezeichnet.
Eine weitere Erwähnung des Ruti erfolgt unter anderem in Die Glieder eines Verklärten für ihn in der Nekropole zu vereinigen, einer Totenliturgie aus dem Mittleren Reich:

„[...] Deine Rippengegend ist Hu und Chepri, dein Nabel ist der Schakal und die beiden Ruti, dein Rücken ist Anubis, und dein Bauch ist Ruti. [...]“